# Ugandatrichia sourya
Ugandatrichia sourya är en nattsländeart som först beskrevs av Schmid 1960.  Ugandatrichia sourya ingår i släktet Ugandatrichia och familjen smånattsländor. Inga underarter finns listade i Catalogue of Life.